# Арабатская стрелка
Араба́тская стре́лка (также с большой буквы — Стре́лка), или Араба́тская коса́ (крымскотат. Арабат бели, Arabat beli, укр. Арабатська Стрілка) — узкая и длинная полоса земли (пересыпь/стрелка с примыкающим к ней островом Крячиный) в северо-восточной части Крымского полуострова, состоящая в основном из ракушечного материала и отделяющая залив Сиваш (Гнилое море) от Азовского моря.
Длина косы (стрелки) — более 113 км, ширина — от 270 метров до 8 км.

## География

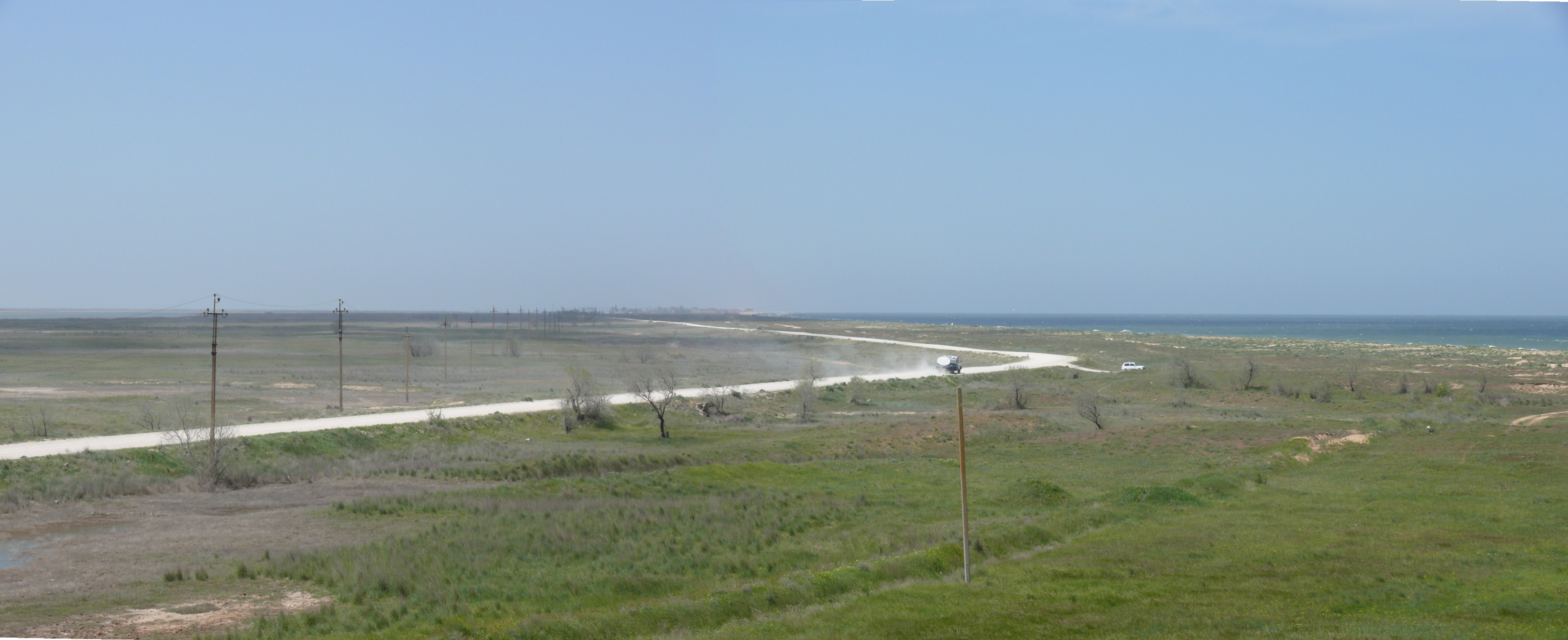
Южная оконечность Арабатской Стрелки. Вид с Арабатской крепости

Коса Арабатской Стрелки начинается на юге, на Ак-Монайском перешейке, и тянется на север (с некоторым западным уклоном), где отделяется узким проливом Промоина от небольшого острова Крячиный — который является завершающей частью Арабатской Стрелки, и в свою очередь отделён от материка узким Геническим проливом. Через Генический пролив и пролив Промоина Сиваш соединяется с водами Азовского моря.
В административном отношении разделена между (Автономной) Республикой Крым и Херсонской областью. В прошлом полностью входила в состав Крымской области и Крымской АССР. На территории косы находятся населённые пункты — в составе Херсонской области сёла Геническая Горка, Счастливцево, Стрелковое, посёлок Приозёрное; в составе (Автономной) Республики Крым село Соляное.
Вода, прогревающаяся летом на мелководьях Азовского моря до +29 °C, и воздух, насыщенный ионами брома и йода, делают косу популярной в первую очередь среди отдыхающих с маленькими детьми.
В северной, более возвышенной и широкой части Арабатской Стрелки, расположены солёные озёра — Зябловское и Геническое. В последнем до сих пор добывают розовую (окрашенную бета-каротином) соль кустарным способом.
У основания Арабатской Стрелки расположен Арабатский залив.
Прибрежный аквальный комплекс у Арабатской стрелки является государственным памятником природы регионального значения.

## История

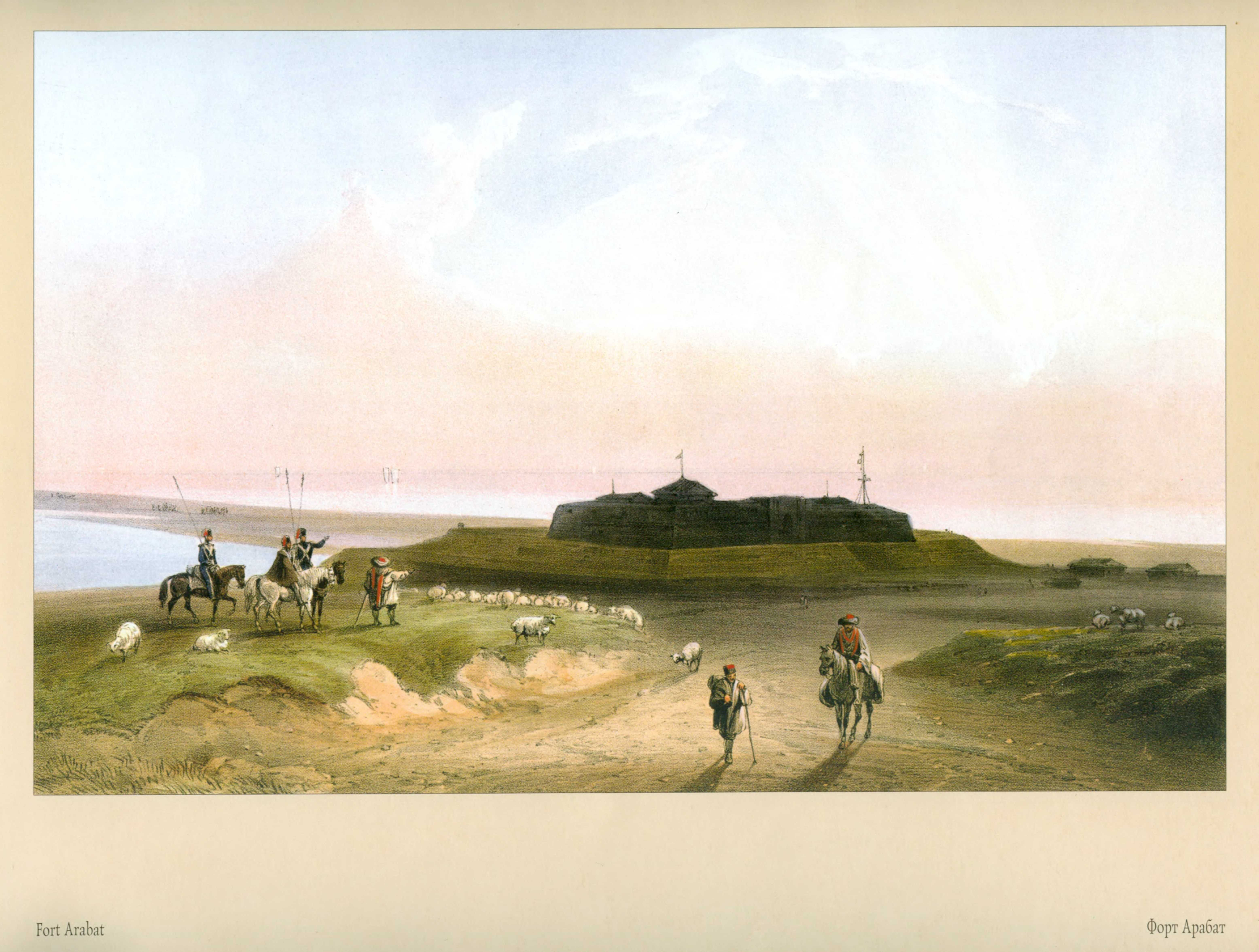
Карло Боссоли. Форт Арабат. 1856 год

В конце XVI—XVII веков неоднократно использовалась вначале запорожскими казаками, а затем — и донцами для походов на Крым. В 1667, 1675, 1737, 1771 и 1855 годах коса была местом военных действий. На косе была проложена почтовая дорога из Геническа в Феодосию, с 5 почтовыми станциями.
У основания косы была расположена Арабатская крепость.
В 1920 году в рамках Перекопско-Чонгарской операции Арабатская Стрелка была занята Красной армией.
После 2014 года примерно половина стрелки была оккупирована Россией в Республику Крым, а с 2022 года — полностью под контролем оккупационных властей в составе Херсонской области.

## Административное деление
В административном отношении коса первоначально полностью входила в состав Крымской АССР и затем — Крымской области РСФСР, и затем — Украинской ССР. 3 марта 1955 года северная часть косы была передана в состав Херсонской области УССР.
После не признанной международным сообществом аннексии Крыма Россией граница (Автономной) Республики Крым с Херсонской областью стала, с точки зрения России, частью российско-украинской границы, а северная часть Арабатской Стрелки так и осталась в составе Херсонской области Украины. Херсонская часть Арабатской Стрелки контролировалась Россией в марте—декабре 2014 года (частично) и с 2022 года (полностью). После так же не признанной международным сообществом аннексии Херсонской области Россией вся Арабатская стрелка, с точки зрения российского законодательства, стала частью России, а разделяющая её граница — административной границей субъектов федерации.

## Экономика

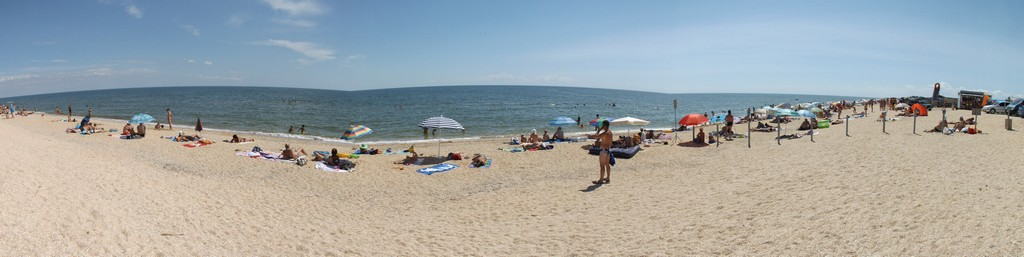
Пляж Азовского моря в селе Стрелковое

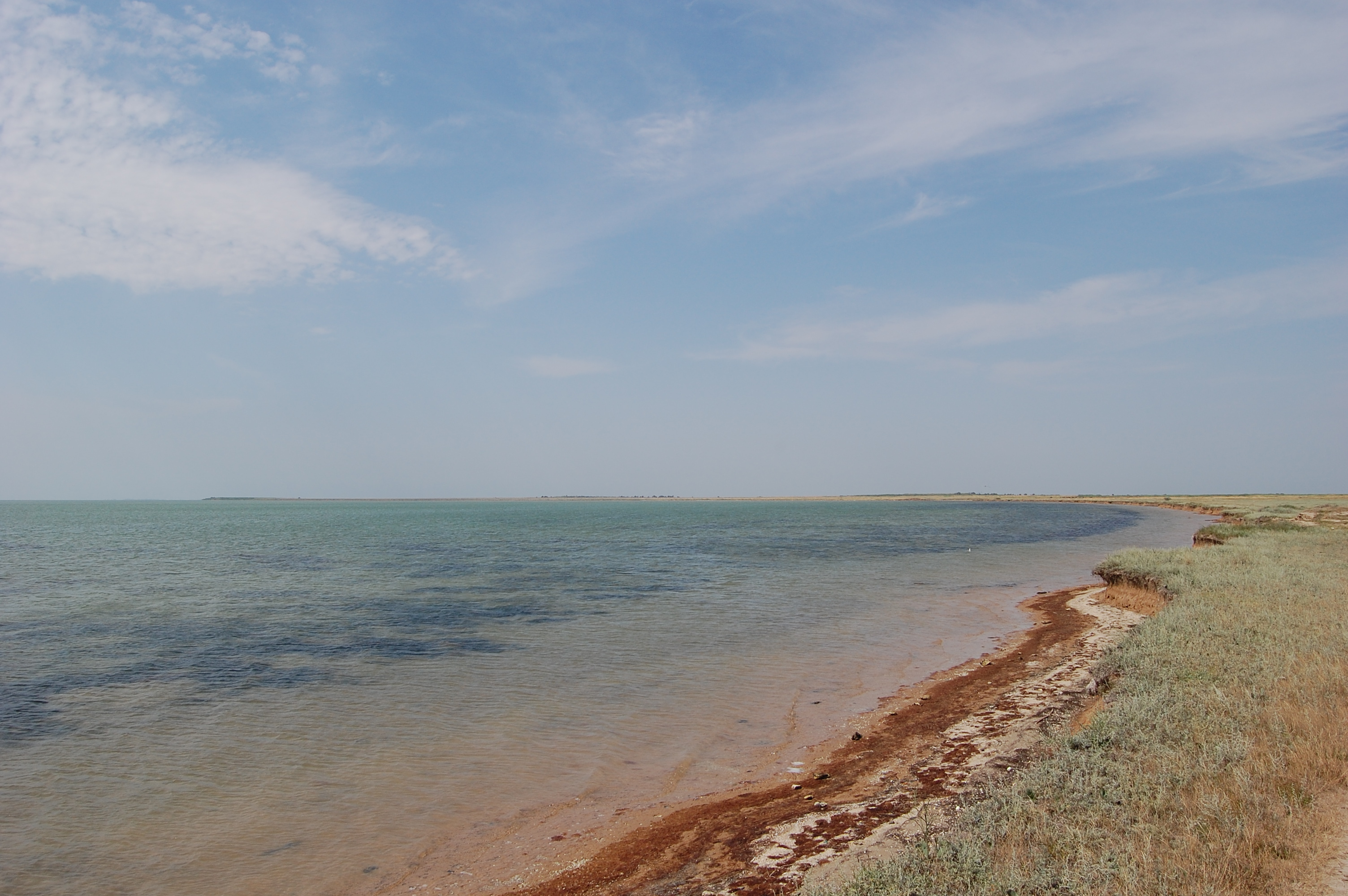
Пляж залива Сиваш в селе Стрелковое

В северной части косы ведётся добыча соли. Посёлки Счастливцево, Геническая Горка и Стрелковое являются курортами.

## Транспорт

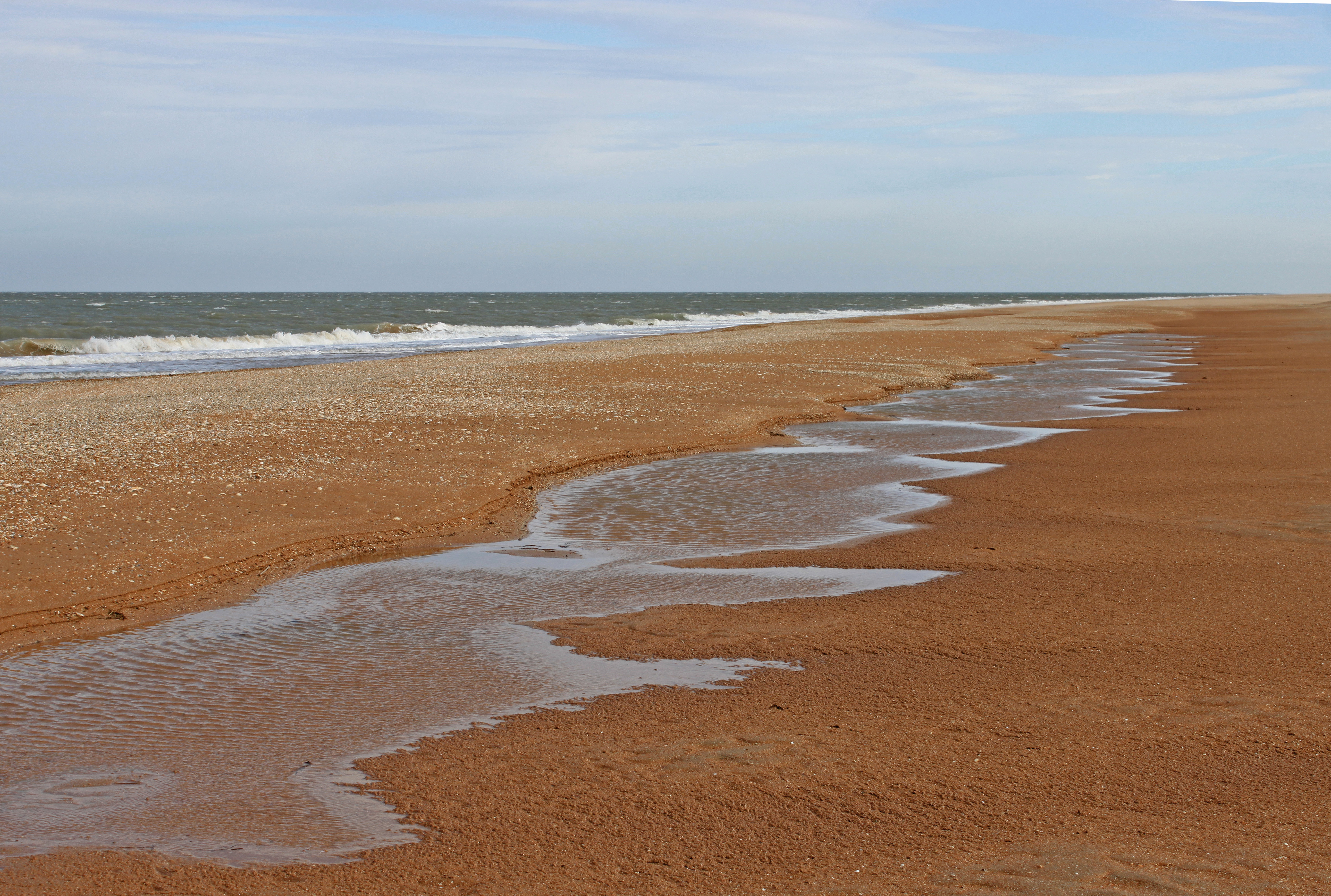
Пляж Арабатской стрелки в Арабатском заказнике

По Арабатской Стрелке проходит путь из Геническа на Керченский полуостров Крыма.
Через проливы Тонкий и Промоина построены мосты. От Геническа до села Стрелковое дорога бетонная (выполнена из плит разобранного под Геническом аэродрома) и асфальтированная. В 2018 году на въезде в Стрелковое асфальтовое покрытие заканчивалось и начиналась просёлочная песчаная дорога, но статусом на начало 2021 года асфальтом покрыта большая часть крупных дорог Стрелкового, за исключением части улицы Береговой. За Стрелковым основная часть дороги на Арабатской косе (точнее — сети дорог, идущих параллельно друг другу вдоль побережья Азова и Сиваша) — это песчаная дорога.
На юге (со стороны Крымского полуострова) после села Соляное и вплоть до села Каменское — песчаная дорога, покрытая щебнем с небольшой «гребёнкой».
Поскольку состояние дороги очень плохое, её используют только местные жители и автотуристы, отдыхающие на Арабатской Стрелке. Транзитному автотранспорту рекомендуется использовать объездной маршрут — трассы М-18 и М-17.
Пассажирский транспорт на косе представлен только в северной её части маршрутными рейсами из Геническа, Новоалексеевки и Херсона в Геническую Горку, Счастливцево, Стрелковое и Приозерное. Многие отдыхающие и туристы используют личный транспорт. В частности, только на личном транспорте можно добраться до урочища Валок, расположенного за украинским блок-постом.
До 1960-х годов от Геническа на Арабатскую Стрелку вела железнодорожная ветка длиной 44 километра с мостом через Генический пролив. На дореволюционных картах она показана до конечной станции «Водоснабжение», ныне в черте села Геническая Горка; на картах 1950-х годов эта железная дорога заканчивалась несколько южнее бывшего населённого пункта хутор Валок (1,8 км на северо-запад от современной границы Херсонской области), ныне сохранились железнодорожные пути при въезде на Арабатскую Стрелку со стороны Геническа. Эта железная дорога существовала до 60-х годов XX века, после чего была разобрана.
После прохождения фактической российско-украинской границы по Арабатской Стрелке пункт пропуска в этом месте не образован. Приказом ФСБ России от 26 ноября 2014 года № 659 на территории от северной границы села Соляное до границы с Херсонской областью установлена российская пограничная зона.
В феврале 2022 года в ходе российского вторжения в Украину автомобильный мост, соединявший косу с Геническом, был взорван. В результате взрыва матрос Военно-морских сил Украины Виталий Скакун погиб. Впоследствии ему было посмертно присвоено звание «Герой Украины».

## Значение
Возраст Арабатской Стрелки по геологическим меркам младенческий. На географических картах она появилась впервые лишь в 1650 году.
Учёные установили, что падение уровня Сиваша и Азовского моря с одновременным формированием между ними узкой и длинной преграды происходило в период 1100—1200 годов. Именно в это время заработала гигантская «фабрика» по производству соли выпариванием. Коса, протянувшись на 112 км, перекрыла воды Азовского моря, оставив для них в северной части лишь небольшой пролив Тонкий. В результате этого в Сиваше за счёт естественного испарения, при движении воды вдоль косы с севера на юг, примерно в 16 раз увеличивается концентрация соли.
Каждый год в Сиваш c азовской водой поступает 12 млн тонн солей — соединений брома, натрия, магния, других ценных минералов.
Восточная часть Арабатской Стрелки обращена к Утлюкскому лиману и Азовскому морю и представляет собой песчаный пляж. Пологий берег состоит из песка с примесью ракушки. Подводная часть неглубокая, прогревается до 28—30 °С, позволяет подолгу принимать морские ванны даже тем, кто совершенно не умеет плавать, и, что особенно важно, детям. В конце косы (у города Геническа) глубина 2 м и более начинается с расстояния 100 м от кромки суши.
На Арабатской Стрелке открыты минеральные воды. По заключению Украинского НИИ курортологии и физиотерапии, эти воды имеют бальнеологическую ценность по своей минерализации и химическому составу. Важным является и тот факт, что эти воды термальные, подаются из скважин с температурой на изливе от +40 °С (источник в Генической Горке) до 70 °С (источник в Стрелковом). Они уже используются для лечения заболеваний опорно-двигательного аппарата, периферийной нервной системы и др. на базе официальной водолечебницы «Горячий Источник», расположенной в Генической Горке.
Помимо целебных термальных вод, Арабатская коса богата запасами лечебных грязей. Огромное количество их обнаружено в озёрах Сальково, Зябловское, Геническое и в проливе Кручёное гирло, расположенном рядом с турбазой «Геническ». Ещё одним мощным лечебным фактором является рапа (солевой раствор) озёр и заливов, расположенных по всей косе.

## Галерея

Виды Арабатской Стрелки
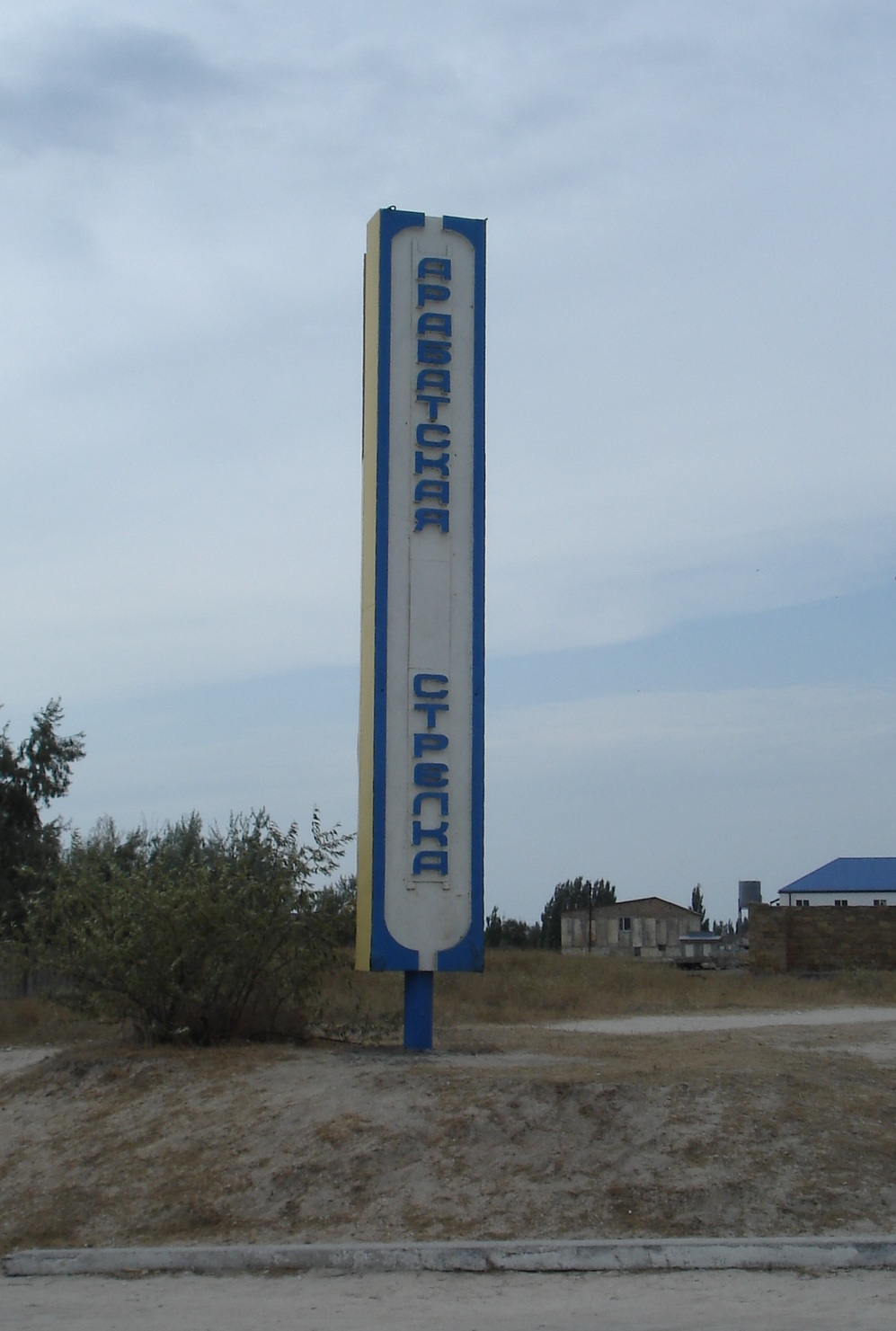
Стела перед въездом в пансионат «Арабатская Стрелка»
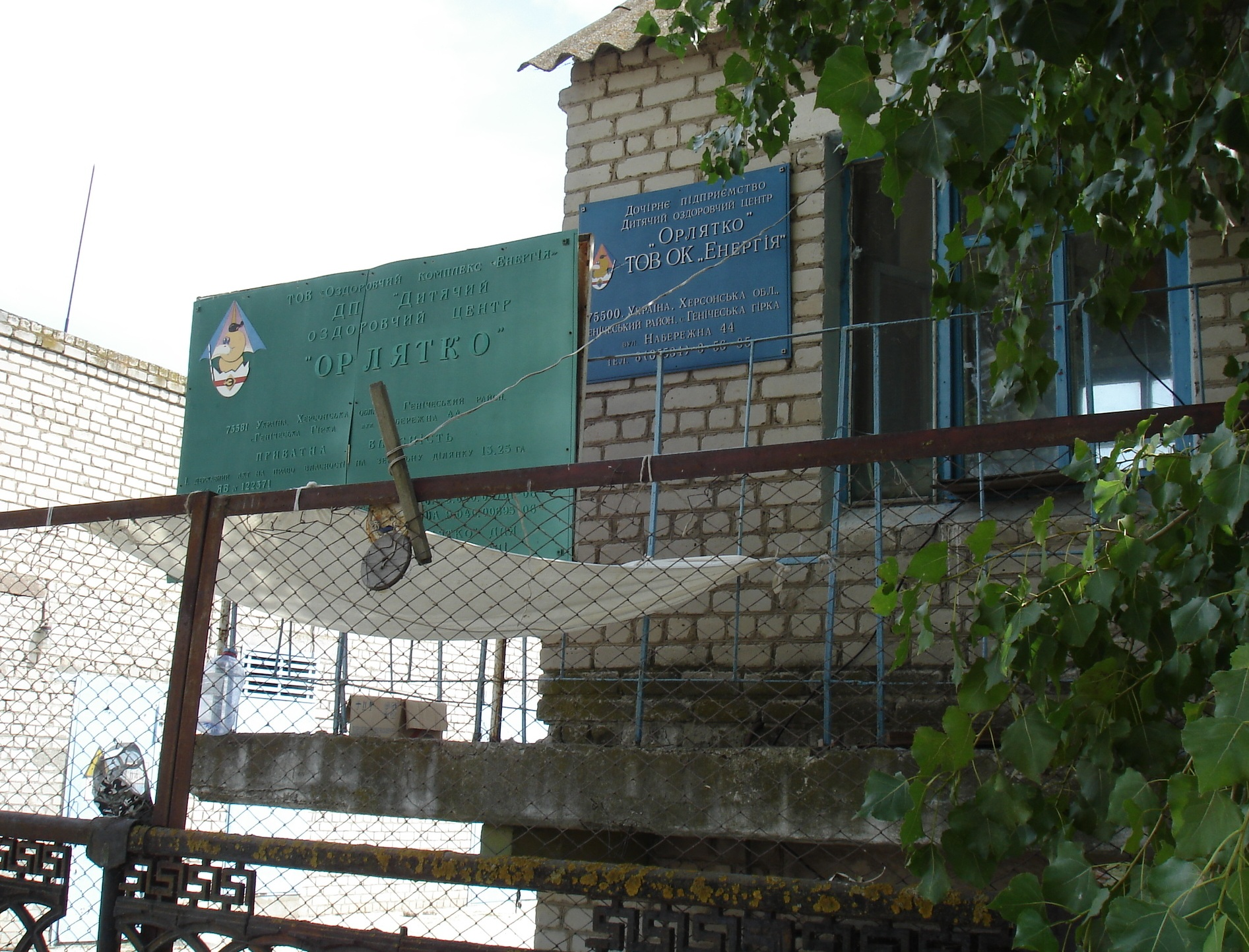
Оздоровительный центр «Орлёнок» (открыт в 1960 году)
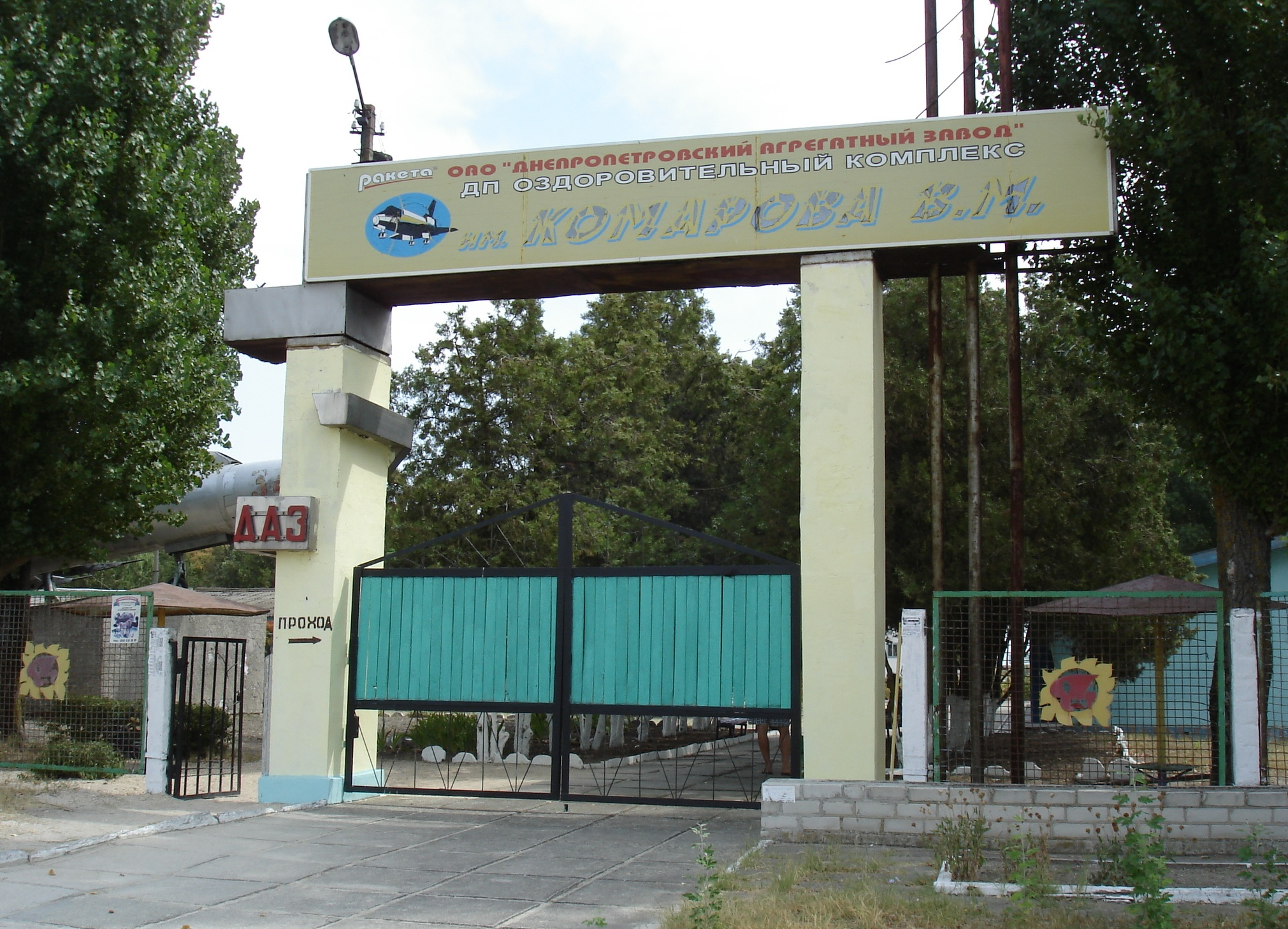
Оздоровительный комплекс им. Комарова В. М.
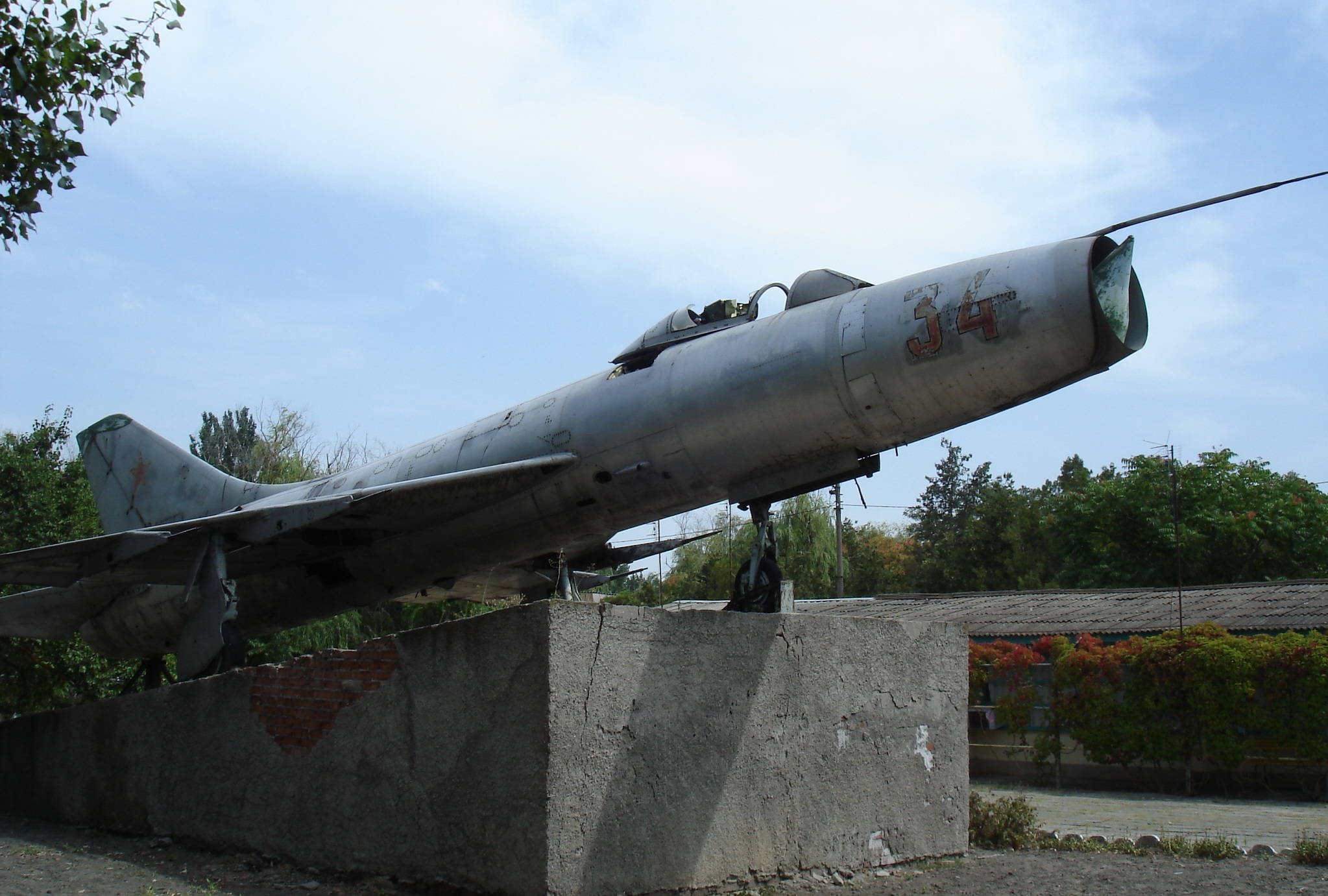
Самолёт Су-7 в комплексе Комарова В. М.
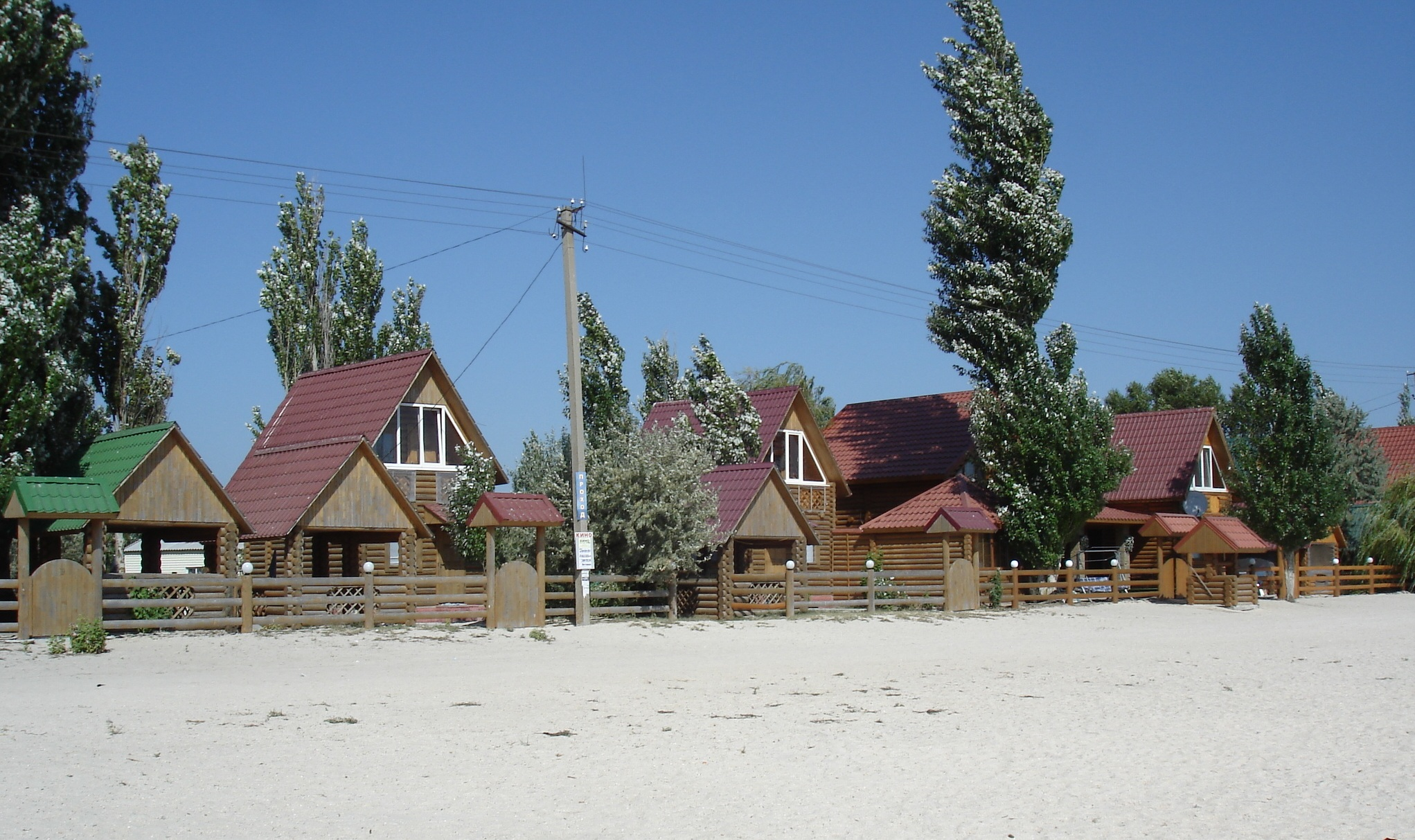
Новые домики пансионата «Арабатская Стрелка»
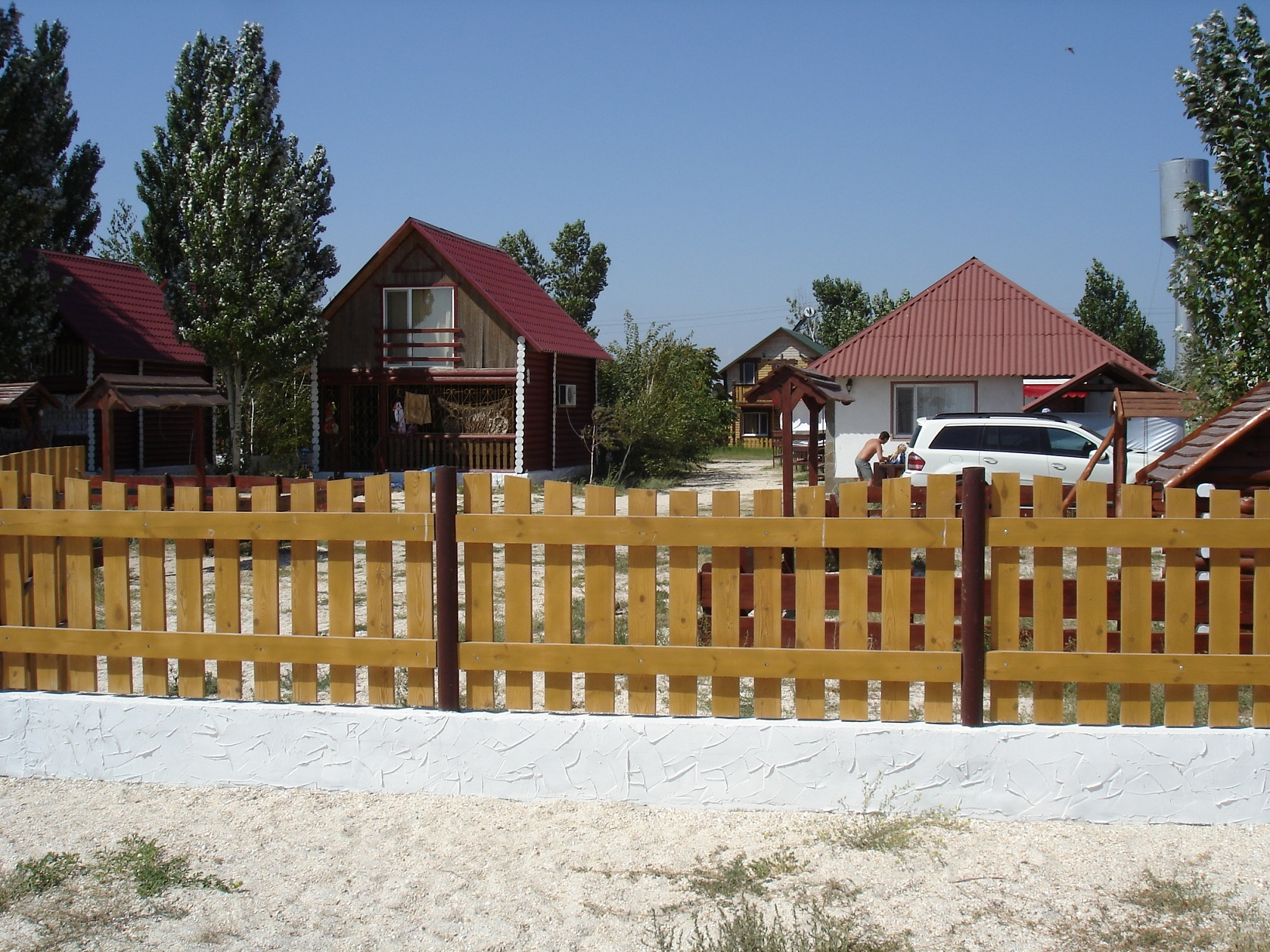
Пансионат «Робинзон»
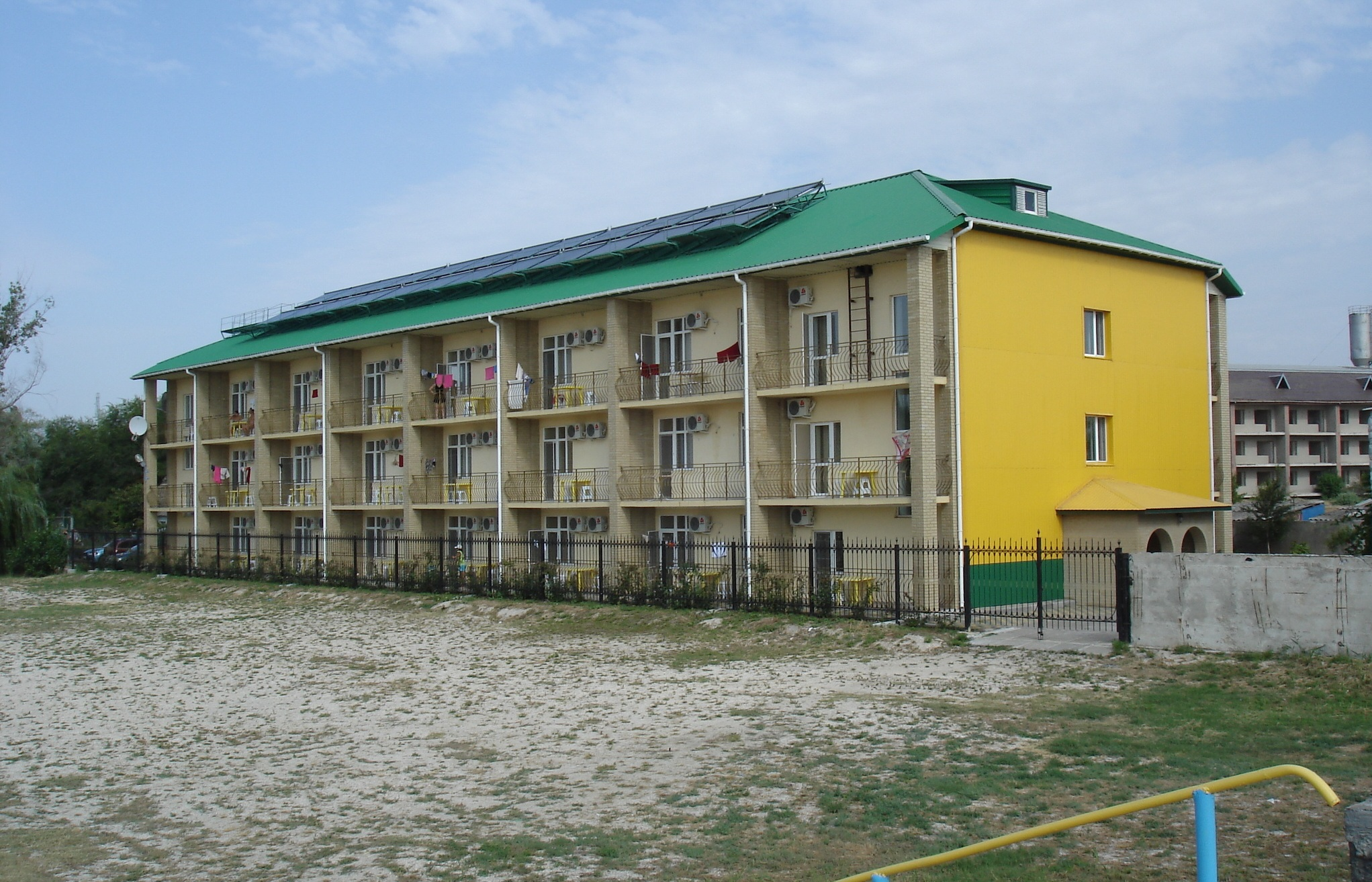
Пансионат
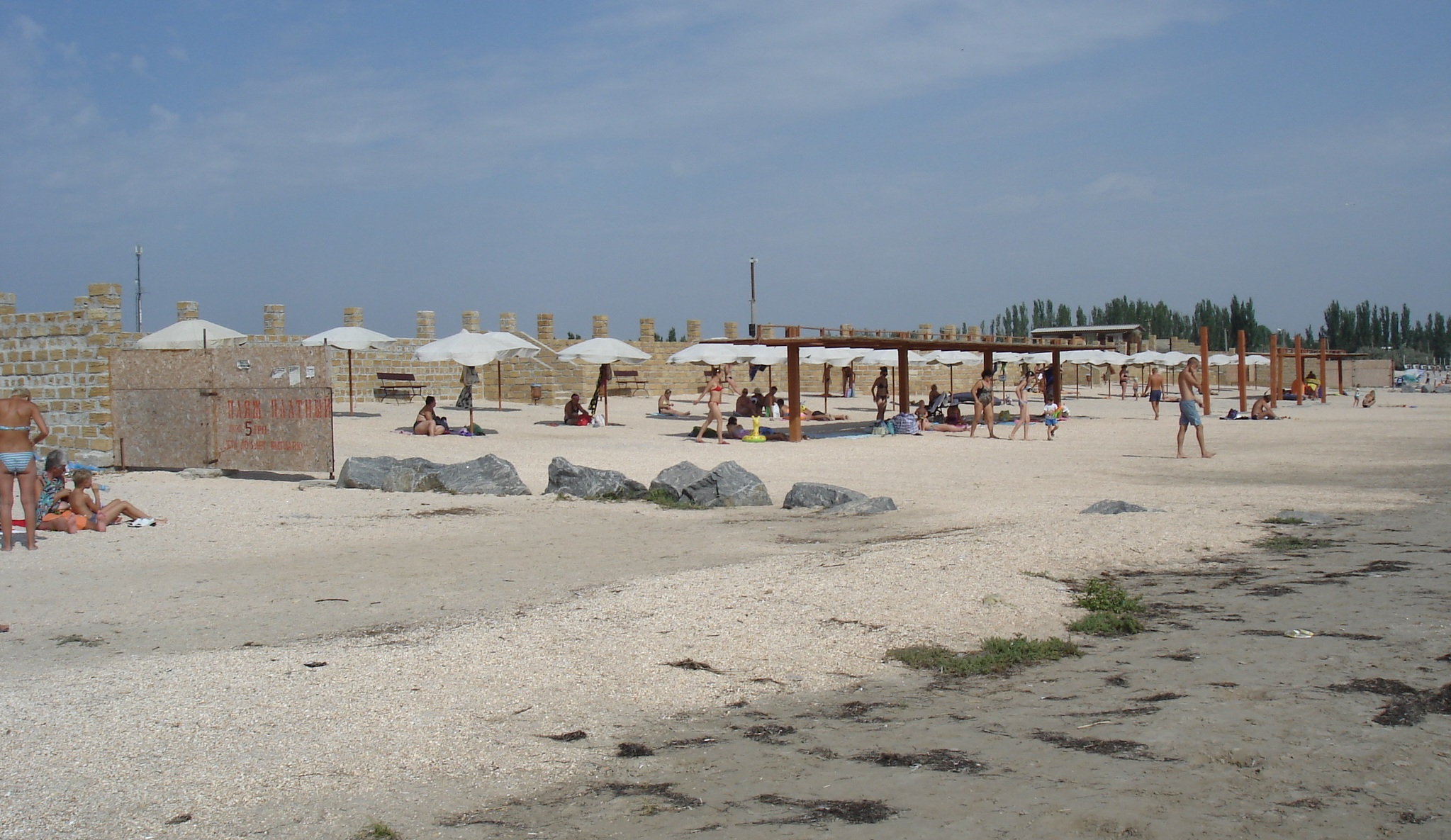
Платный пляж
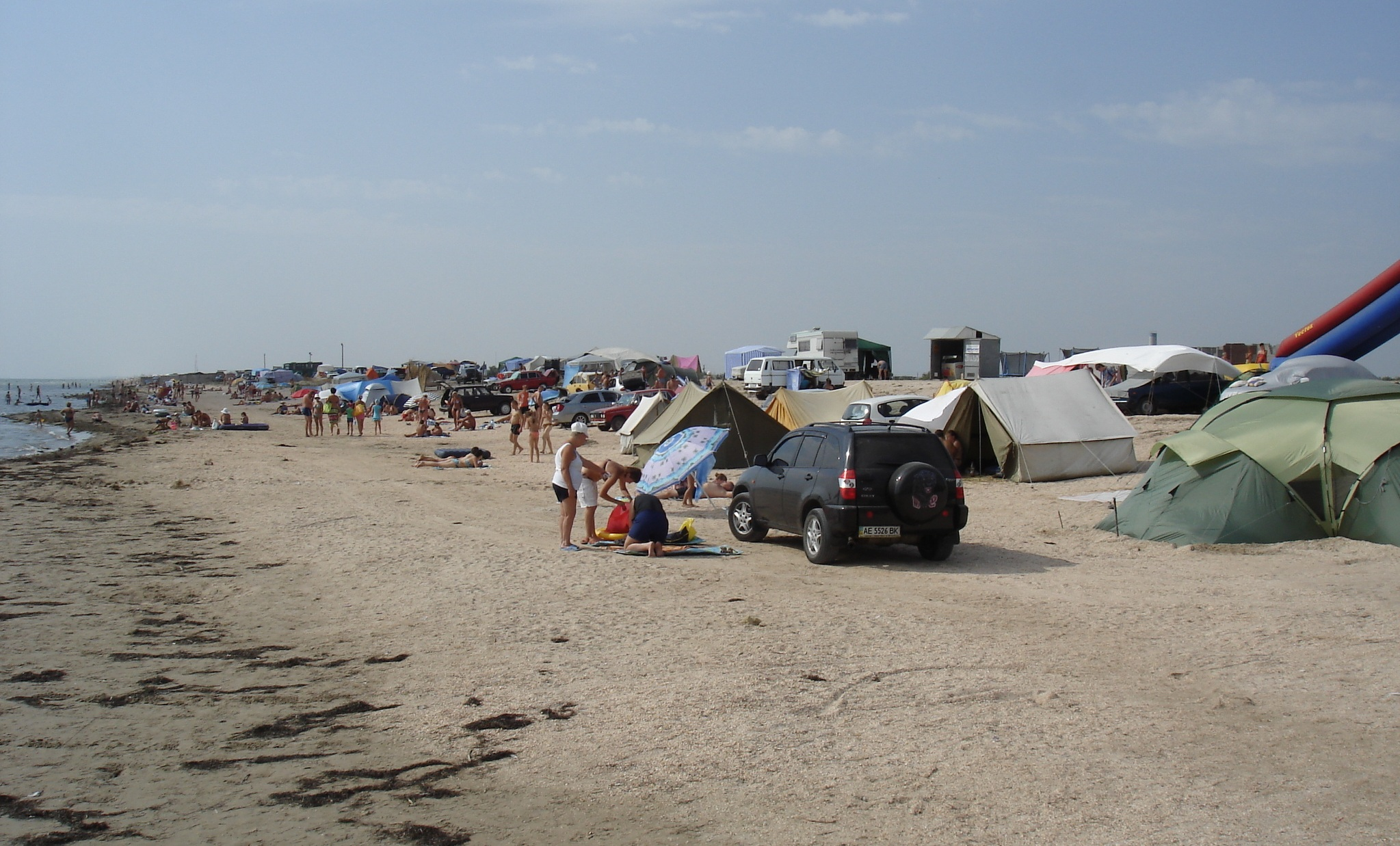
«Дикий» пляж
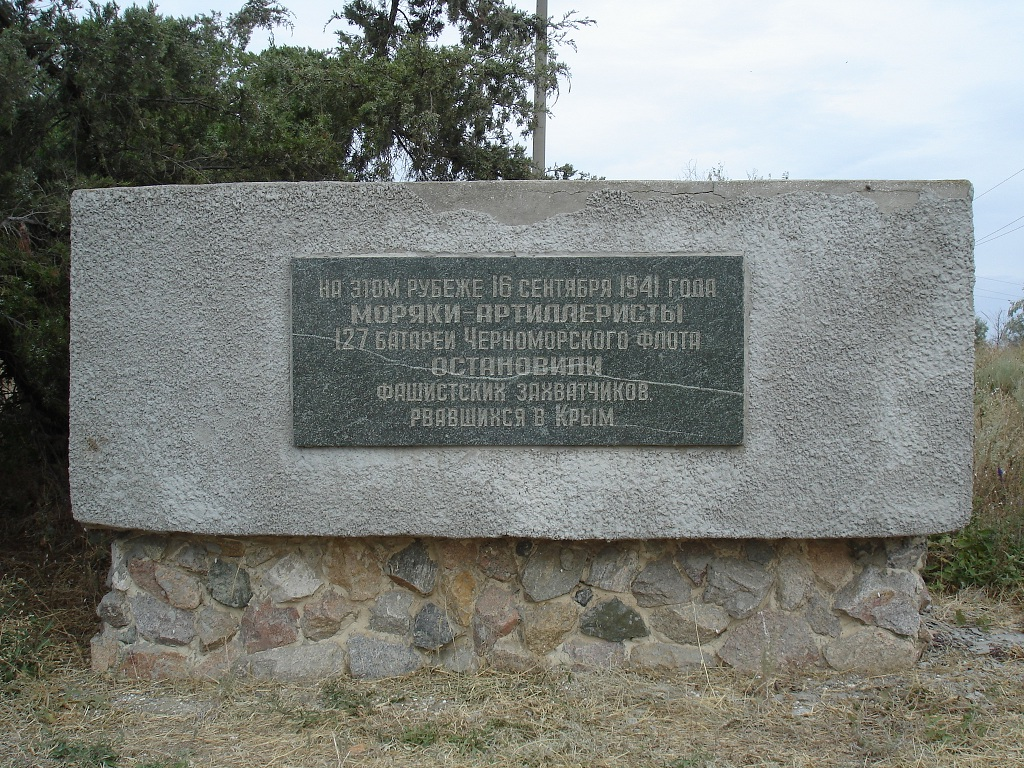
Памятная стела
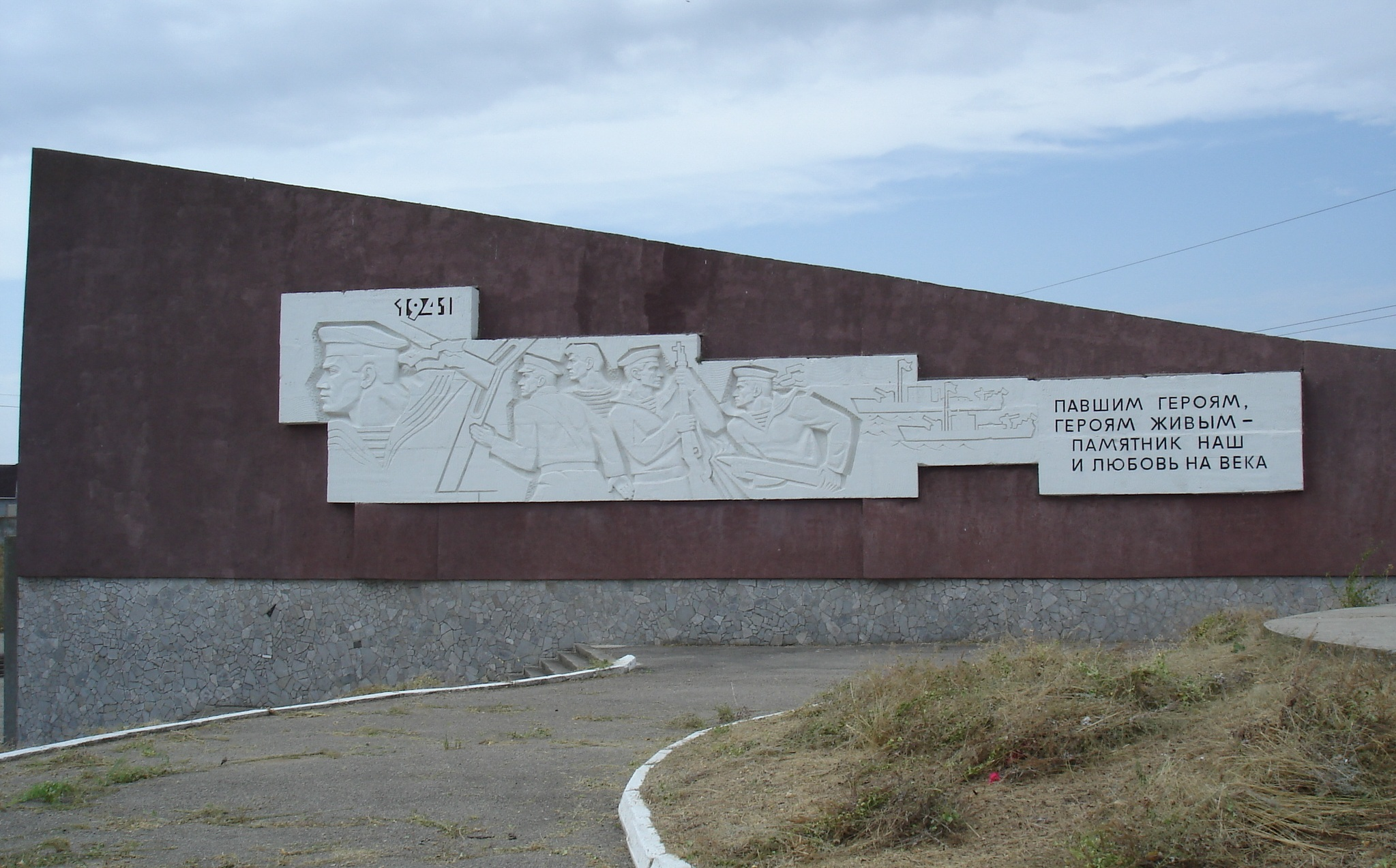
Памятник морякам
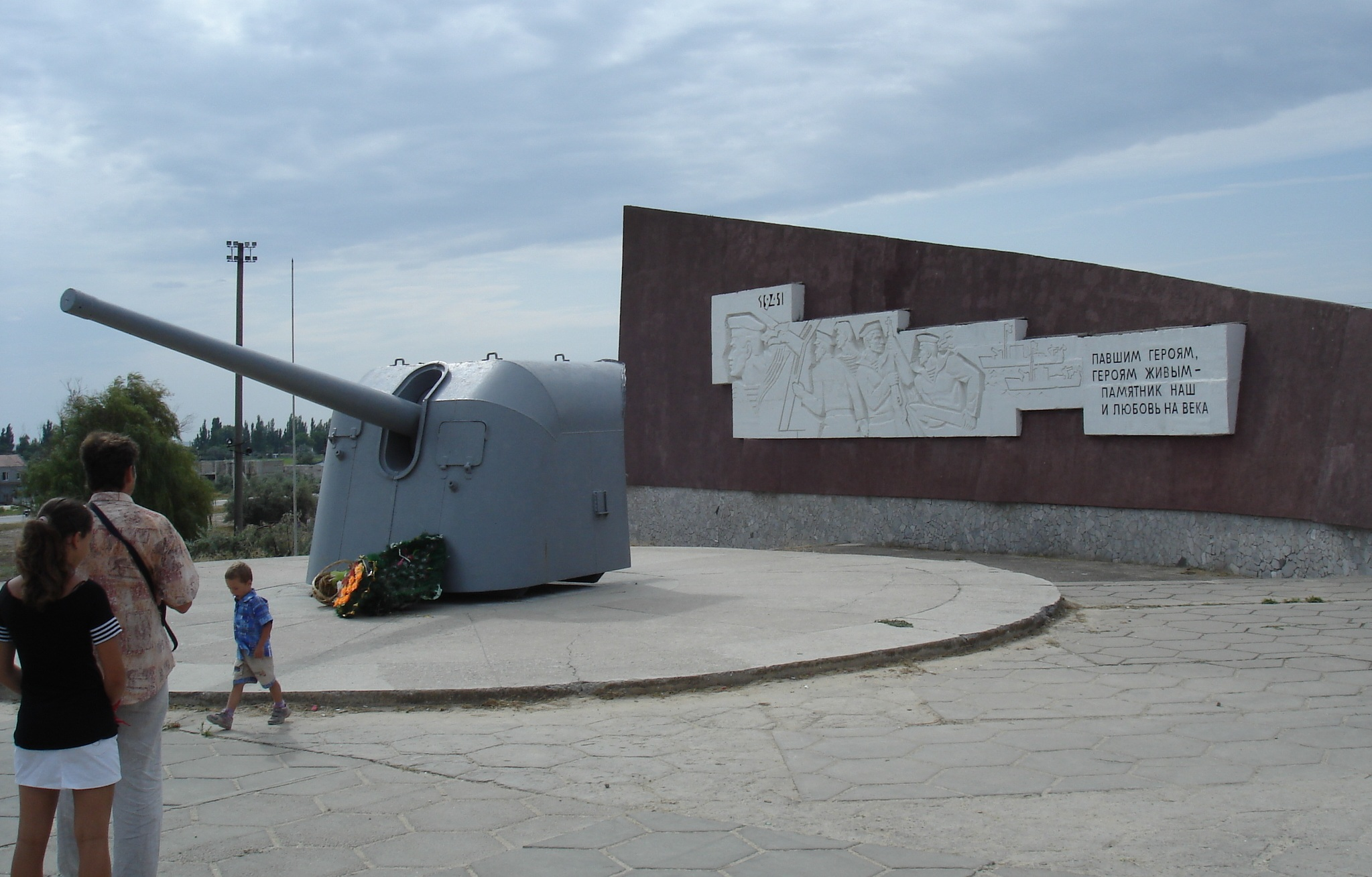
Корабельная пушка
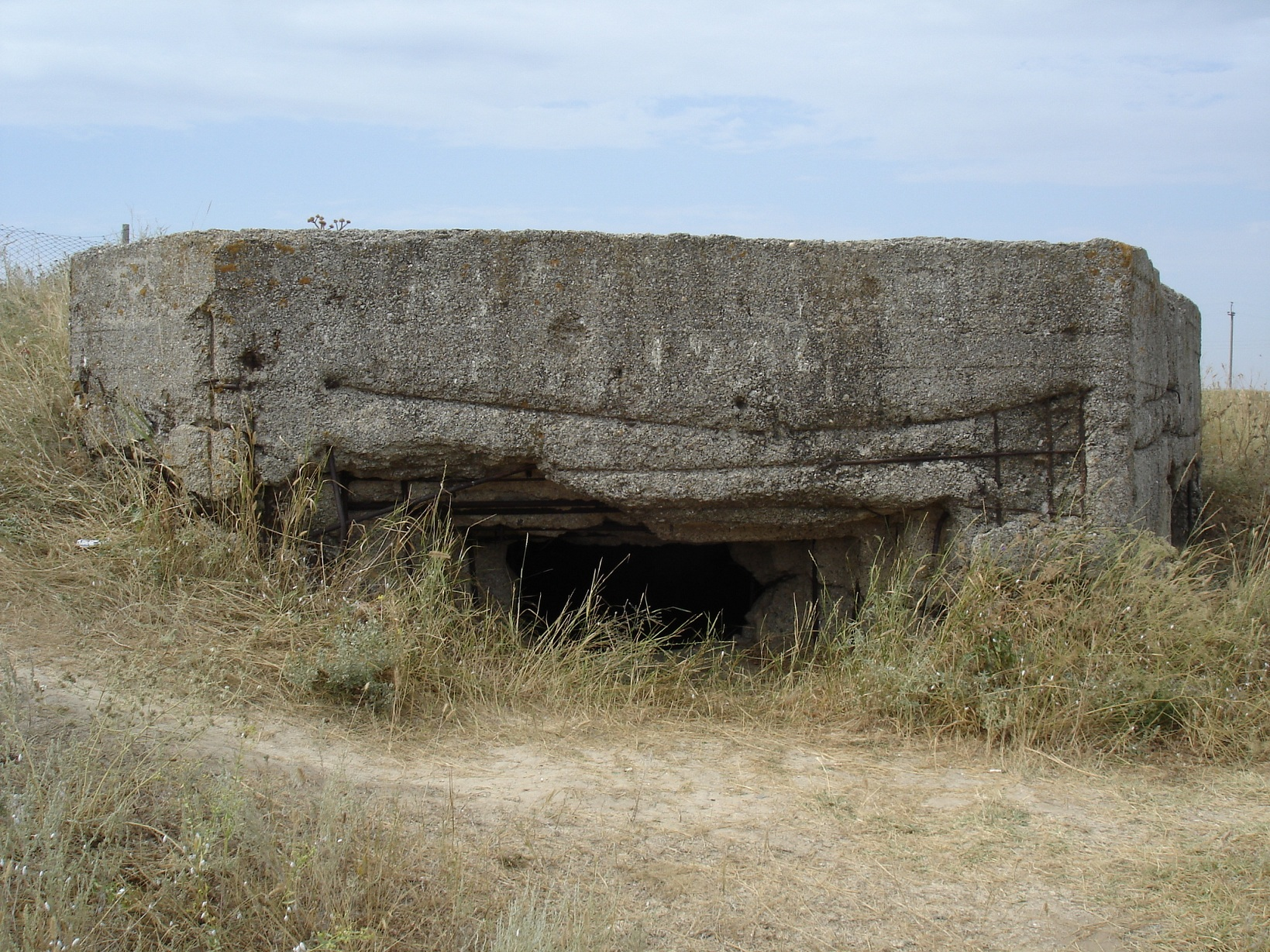
Дот времён Великой Отечественной войны
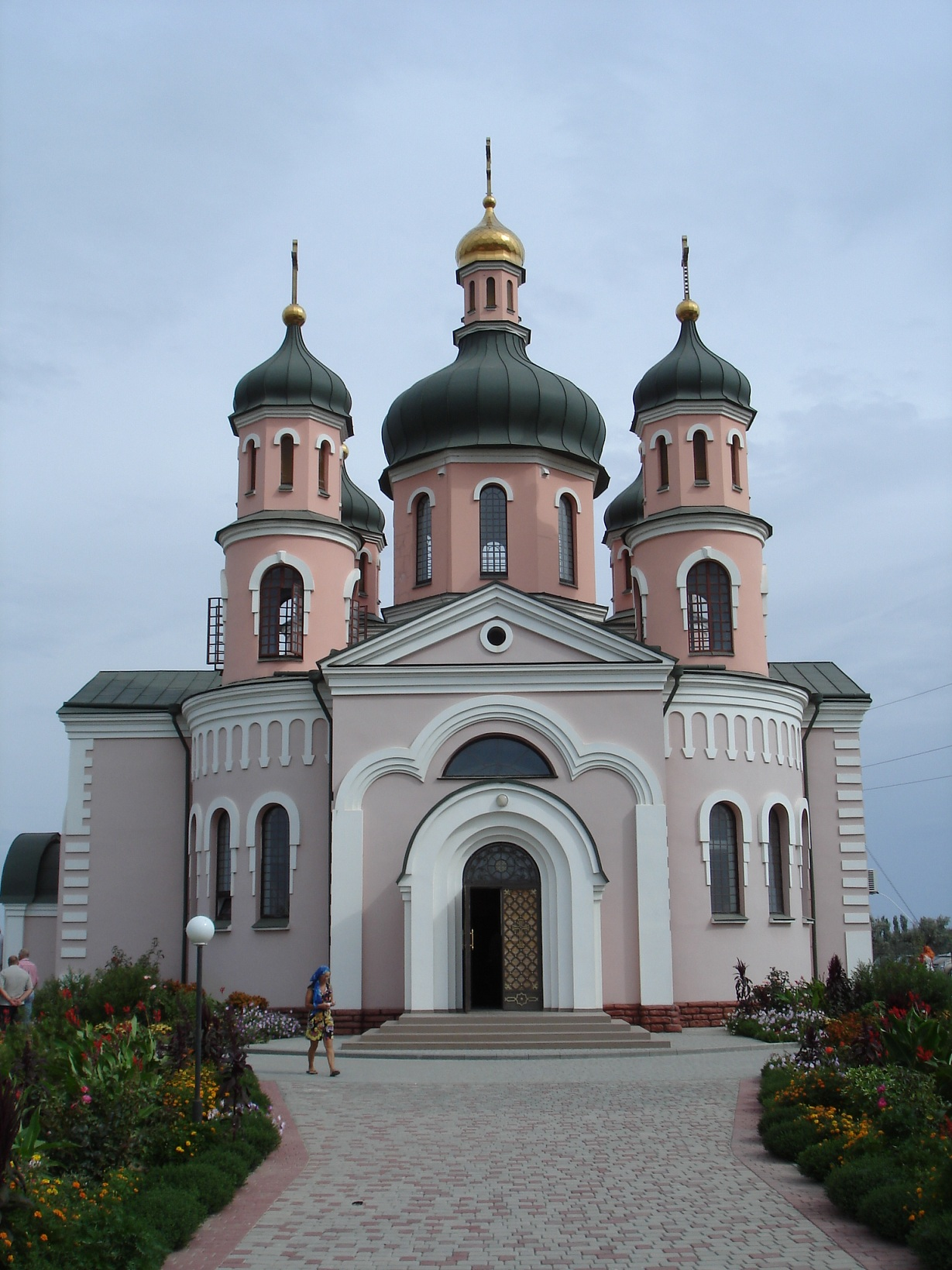
Храм Св. Георгия Победоносца (УПЦ (МП))
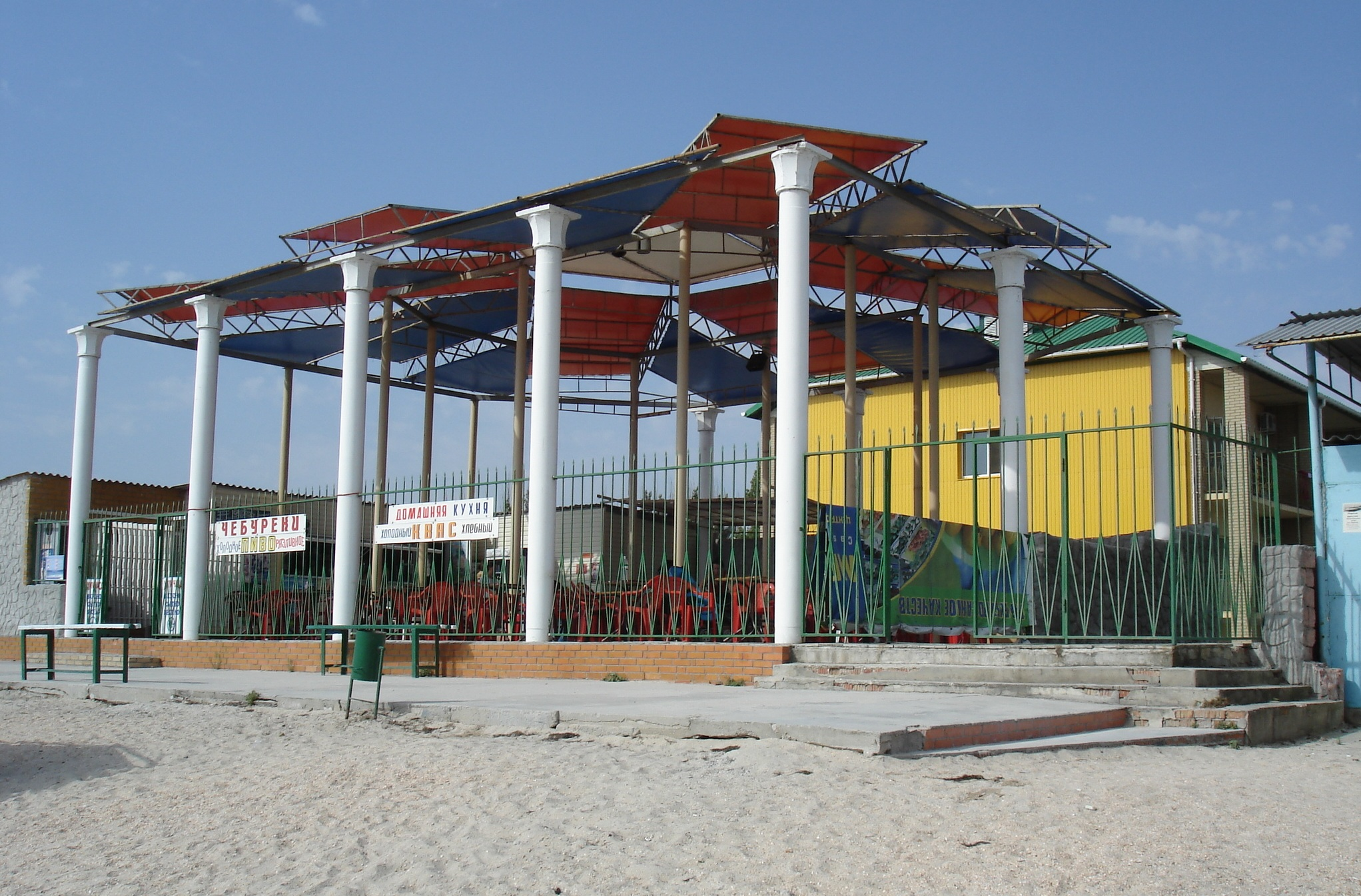
Одно из береговых кафе
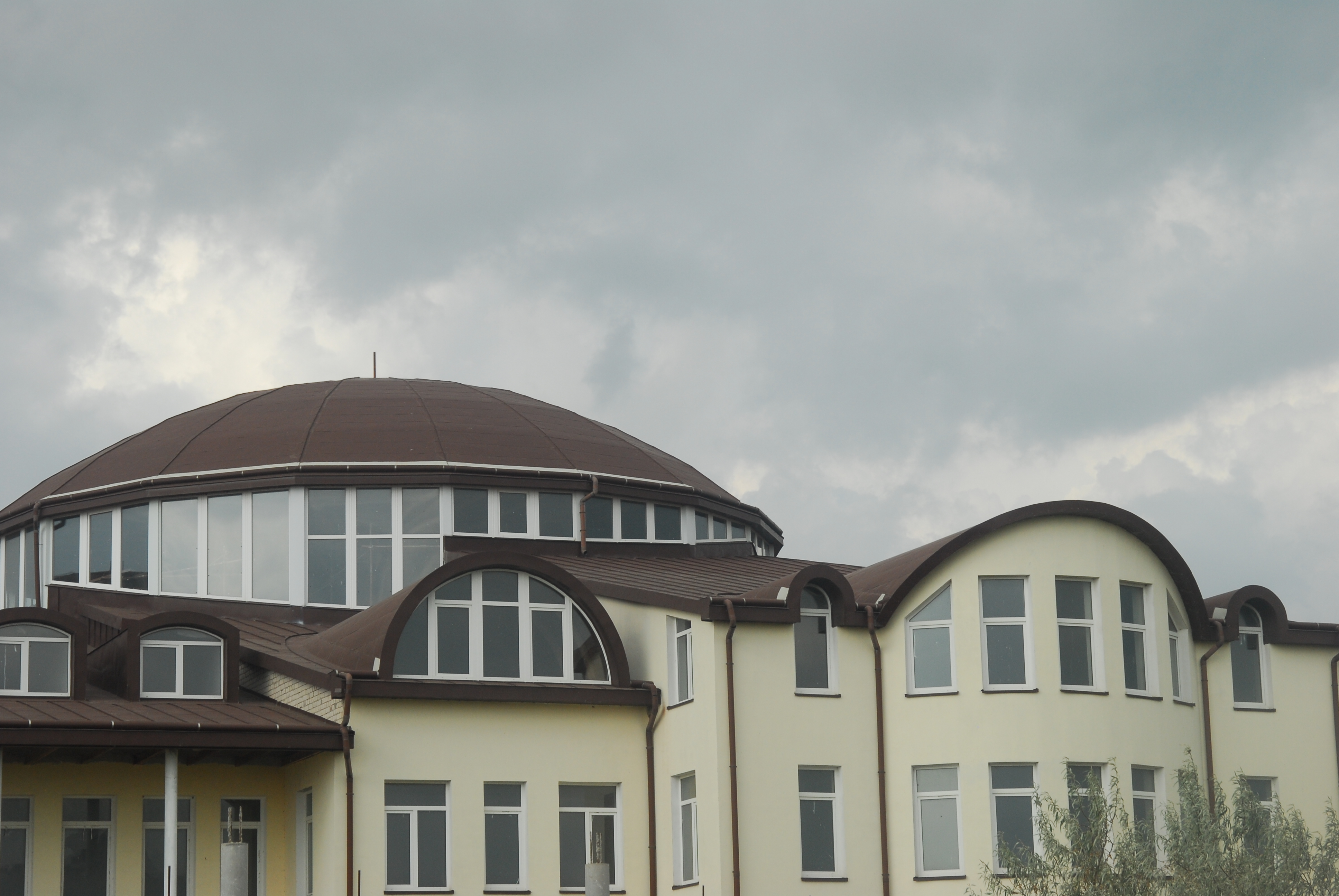

## Кино
- На территории Арабатской Стрелки поселились герои художественного фильма «Такие красивые люди» (2013, реж. Дмитрий Моисеев). Для съёмок на берегу моря были выстроены два домика[14].